# Świordły
Świordły (biał. Свярдлы; ros. Свердлы) – wieś na Białorusi, w obwodzie witebskim, w rejonie miorskim, w sielsowiecie Miory.
Dawniej używana nazwa – Świerdły, Świerdle.

## Historia
W czasach zaborów ówczesny zaścianek w gminie Czeress, w powiecie dzisieńskim, w guberni wileńskiej Imperium Rosyjskiego. Wieś należała do dóbr Czeress ks. Radziwiłłów.
W latach 1921–1945 wieś a następnie kolonia leżała w Polsce, w województwie wileńskim, w powiecie dziśnieńskim, od 1926 w powiecie brasławskim, w gminie Czeress a od 1927 w gminie Miory.
Według Powszechnego Spisu Ludności z 1921 roku zamieszkiwały tu 153 osoby, 21 było wyznania rzymskokatolickiego, a 132 prawosławnego. Jednocześnie 12 mieszkańców  zadeklarowało polską przynależność narodową, 141 białoruską. Było tu 29 budynków mieszkalnych. W 1931 w 31 domach zamieszkiwało 156 osób.
Wierni należeli do parafii rzymskokatolickiej w Miorach i prawosławnej w m. Czeress. Miejscowość podlegała pod Sąd Grodzki w Druji i Okręgowy w Wilnie; właściwy urząd pocztowy mieścił się w Miorach.
W wyniku napaści ZSRR na Polskę we wrześniu 1939 miejscowość znalazła się pod okupacją sowiecką. 2 listopada została włączona do Białoruskiej SRR. Od czerwca 1941 roku pod okupacją niemiecką. W 1944 miejscowość została ponownie zajęta przez wojska sowieckie i włączona do obwodu mińskiego Białoruskiej SRR. Do 1971 roku w sielsowiecie Miory.
Od 1991 w składzie niepodległej Białorusi. Do 2004 wieś wchodziła w skład sielsowietu Dworne Sioło.